# 塞西爾鎮區 (北卡羅萊納州海伍德縣)
塞西爾鎮區（英語：Cecil Township）是位於美國北卡羅萊納州海伍德縣的一個鎮區。

## 地方資料
塞西爾鎮區的面積為141.41平方千米，皆為陸地。根據2020年美國人口普查的數據，當地共有人口471人，而人口密度為每平方千米3.33人。